# 中国·天津投资贸易洽谈会
津洽会（即天津洽谈会），正式名称为中国·天津第投资贸易洽谈会，并且与PECC（太平洋经济合作理事会）国际贸易投资博览会，2011年的第十八届津洽会从天津市主办的地方性洽谈会升格为由商务部、天津市共同举办的国家级展会。